# Palais Bleu (Pise)
Pour les articles homonymes, voir Palais Bleu.
Le palais bleu (en italien, Palazzo Blu), de son vrai nom Palazzo Giuli Rosselmini Gualandi, est un ancien palais aristocratique situé dans le centre historique de Pise en Toscane. Il est aujourd'hui un centre d'expositions temporaires et d'activités culturelles.
Son nom vient de la couleur bleue découverte lors d'une récente restauration architecturale, et attribuable au goût des propriétaires russes qui ont acquis le Palais au XVIIIe siècle.

## Musée
L'exposition permanente du Palazzo Blu est divisée en trois sections : la collection de la Fondazione Pisa, au deuxième étage, et les appartements seigneuriaux et la collection Simoneschi (numismatique et antiquités) au premier étage. Les artistes représentés sont liés à Pise :  Francesco da Volterra, Getto di Jacopo, Agnolo Gaddi, Cecco di Pietro, Taddeo di Bartolo, Benozzo Gozzoli, Vincenzo Foppa, Aurelio Lomi, Lodovico Cigoli, Orazio Gentileschi, Artemisia Gentileschi, Giovanni Battista Tempesti, Jean Baptiste Desmarais, Giuseppe Bezzuoli, Luigi Gioli. De la collection du XXe siècle, on peut voir : Umberto Vittorini, Mino Rosi, Ferruccio Pizzanelli et Fortunato Bellonzi.

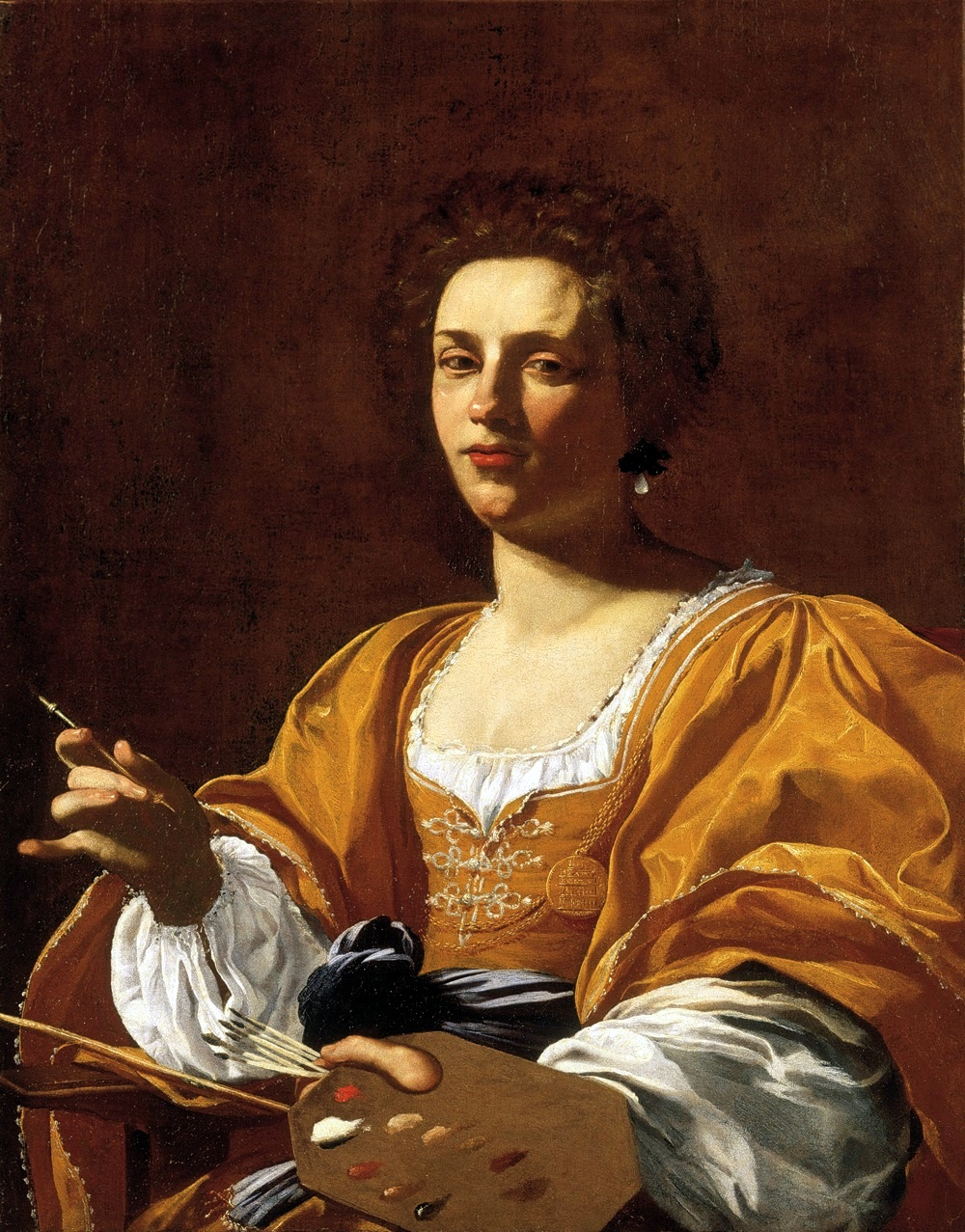
Simon Vouet, Portrait d'Artemisia Gentileschi, vers 1622-1626.
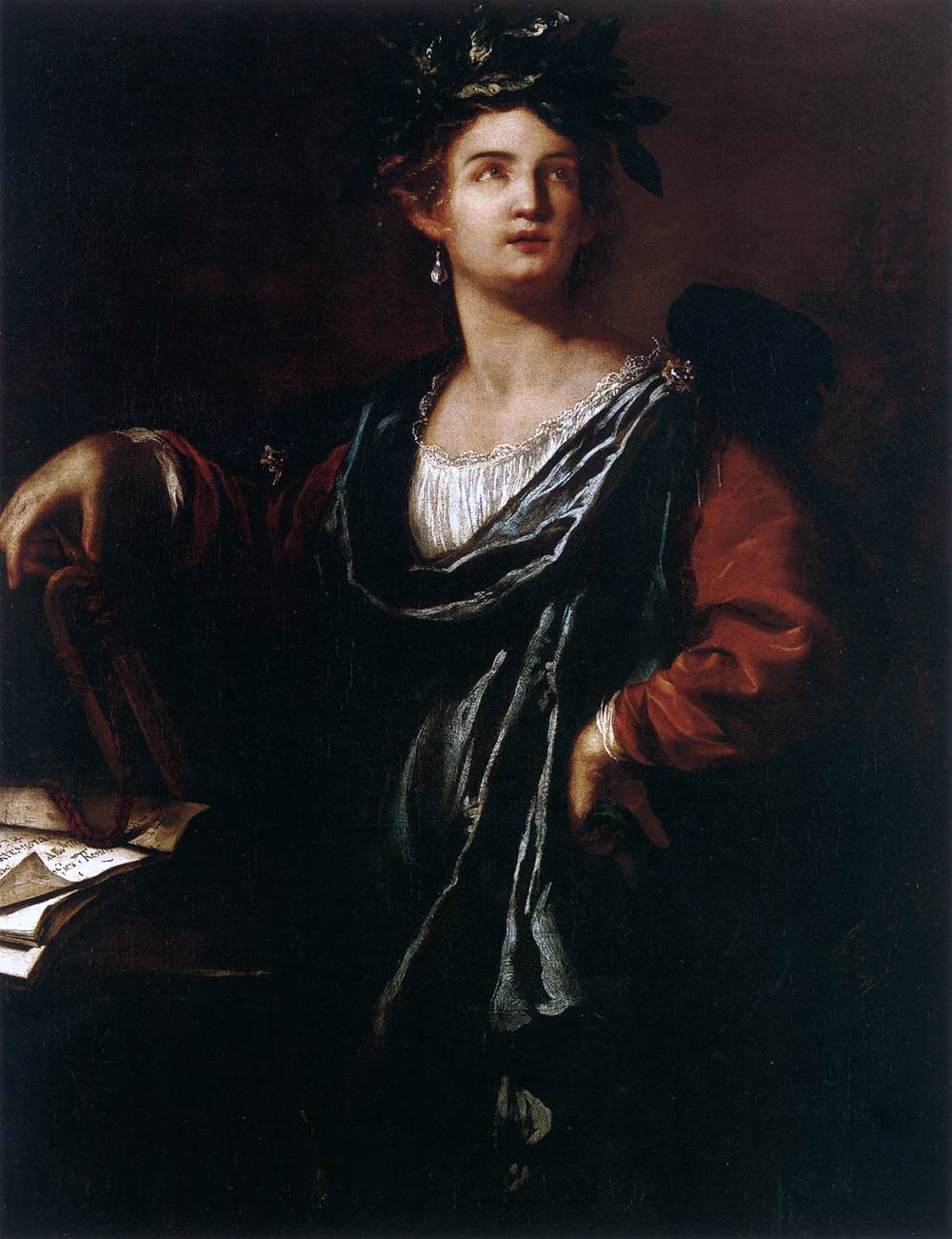
Artemisia Gentileschi, Clio, muse de l'Histoire, 1632.

## Auditorium
L'Auditorium accueille régulièrement des conférences, des ateliers et des événements consacrés aux arts, à la culture et au territoire.

## Source de traduction
- (en) Cet article est partiellement ou en totalité issu de l’article de Wikipédia en anglais intitulé « Palazzo Blu » (voir la liste des auteurs).